# Aglaogonia historica
Aglaogonia historica is een vlinder uit de onderfamilie Olethreutinae van de familie bladrollers (Tortricidae). De wetenschappelijke naam van de soort is, als Acroclita historica, voor het eerst geldig gepubliceerd in 1920 door Edward Meyrick.

## Type
- holotype: "male"
- instituut: BMNH, Londen, Engeland
- typelocatie: "Brisbane in Australië"